# Sex (boek)
Sex is een boek met foto's en korte verhalen van de Amerikaanse superster Madonna. 
De foto's werden gemaakt door Steven Meisel, en naast Madonna verschijnen onder anderen Vanilla Ice, Naomi Campbell en Isabella Rossellini in het boek.
Het boek is verschenen in de herfst van 1992, gelijktijdig met het Madonna's album Erotica.
Ondanks de hoge verkoopprijs was het binnen enkele uren na verschijnen uitverkocht. Het werd geleverd in een aluminium gesealde hoes die moest worden opengeknipt om bij het boek te komen. Tevens werd er een cd bijgeleverd met één nummer: een alternatieve versie van Madonna's hitsingle "Erotica", getiteld "Erotic".
Vanwege de seksueel expliciete foto's kwam Madonna vooral in de Verenigde Staten onder vuur te liggen. Ze reageerde op deze kritiek in haar nummer "Human nature" (1994): "Ooops, I didn't know I couldn't talk about sex."
Het boek is een gewild verzamelobject onder fans.